# Nieśwież
Nieśwież (biał. Нясвіж, ros.  Несвиж) – miasto w obwodzie mińskim, siedziba rejonu nieświeskiego Białorusi.
Miasto magnackie księstwa nieświeskiego położone było w końcu XVIII wieku w powiecie nowogródzkim województwa nowogródzkiego. Prawo magdeburskie nadał król Stefan Batory w 1586 roku na prośbę Mikołaja Krzysztofa Radziwiłła (Sierotki).

## Historia

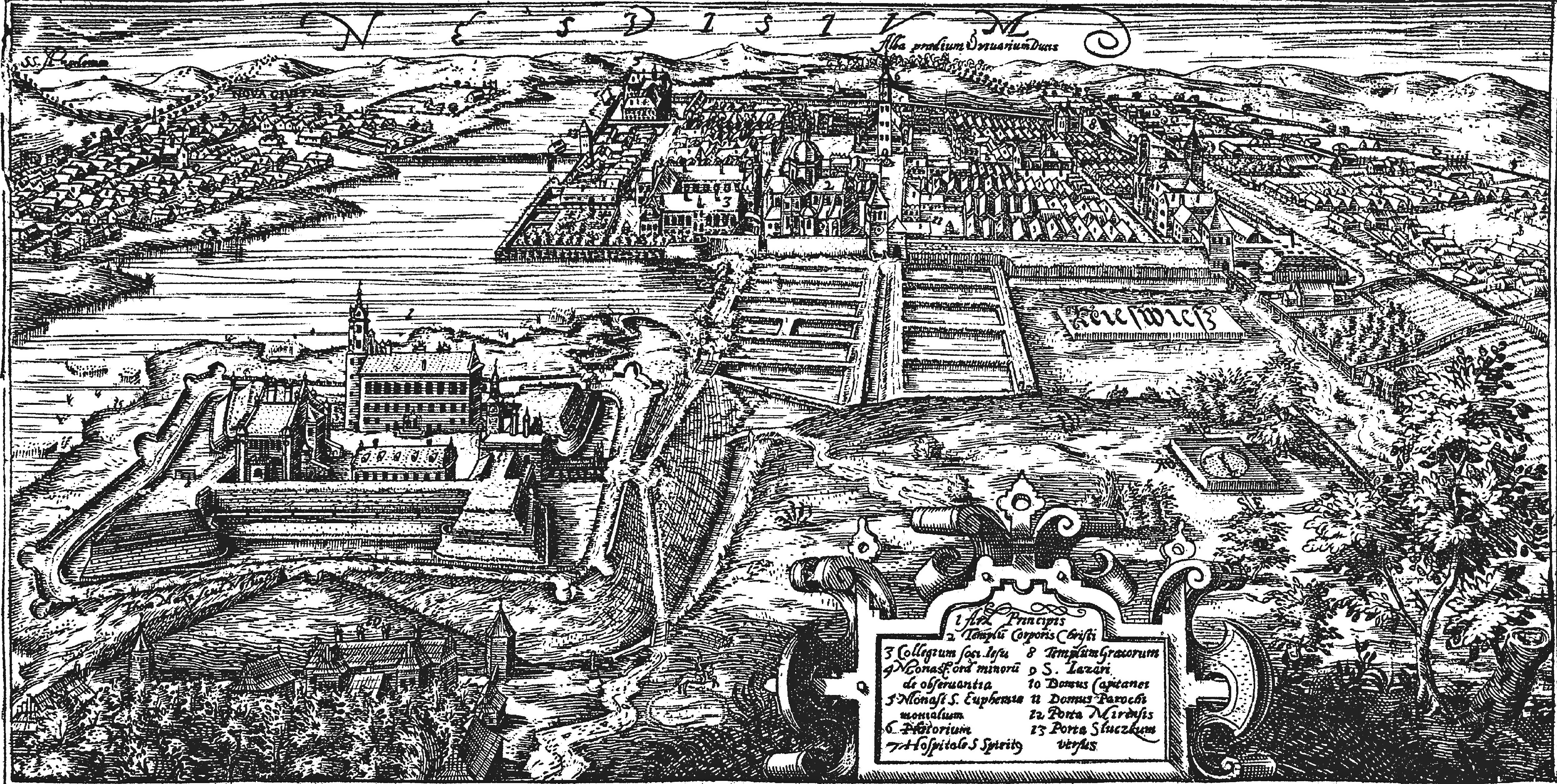
Widok na Nieśwież, 1604

- 1223 – kniaź Jurij Nieświeski wzmiankowany był w związku z bitwą nad rzeką Kałką, stoczoną w tym roku między wojskami rusko-połowieckimi a armią mongolską[5]; ale nie jest jasne, czy chodzi o Nieśwież czy o Nieświcz.
- 17 września 1445 – król Kazimierz Jagiellończyk przekazał Nieśwież Mikołajowi Niemirowiczowi, bojarowi litewskiemu, który wybitnie przysłużył się wyniesieniu Kazimierza Jagiellończyka na tron[6][7]. Rok ten uważa się za właściwą datę założenia Nieświeża, którą potwierdzają źródła historyczne[8].
- Mikołaj Niemirowicz funduje kościół w Nieświeżu. W dokumencie z 1492 roku król zatwierdza uposażenie kościoła dokonane przez Mikołaja Niemirowicza[9]
- Po śmierci Mikołaja Niemirowicza Nieśwież wraca do hospodara[10]
- 10 listopada 1492 – Aleksander Jagiellończyk nadaje Nieśwież Piotrowi Montygierdowiczowi, wojewodzie trockiemu[11]
- wraz ze ślubem wojewodzianki trockiej Zofii Montygerdowicz i Stanisława Kiszki, hetmana w. lit., Nieśwież przechodzi w posiadanie litewskiego rodu Kiszków
- 1533 – po Annie z Kiszków, żonie Jana Radziwiłła, Nieśwież dziedziczą jej synowie Mikołaj zwany Czarnym i Jan
- Mikołaj Krzysztof Radziwiłł Sierotka (1549–1616) – marszałek wielki litewski ufortyfikował miasto, zbudował zamek i kościół z klasztorem jezuitów
- 1561-1562 – Maciej Kawęczyński założył drukarnie braci polskich, którzy założyli tu swój zbór[12]
- 1571 – Szymon Budny zakończył tłumaczenie Biblii nieświeskiej
- 1580 – prawa miejskie
- 1587 – rozpoczęcie budowy kościoła jezuitów wraz z klasztorem
- 1590 – założony został, z fundacji Mikołaja Krzysztofa Radziwiłła „Sierotki”, podległy kongregacji chełmińskiej klasztor benedyktynek w Nieświeżu;
- 1623–1624 – św. Andrzej Bobola rektorem kościoła w Nieświeżu
- 1625 – Maciej Kazimierz Sarbiewski, poeta, przebywał w tutejszym klasztorze
- 26 października 1768 – w czasie konfederacji barskiej kapitulacja Nieświeża
- 1793-1918 – wskutek II rozbioru Polski w zaborze rosyjskim
- 21 grudnia 1906 – zarejestrowane zostało Polskie Towarzystwo „Oświata” w Nieświeżu, zajmujące się wspieraniem polskiej edukacji; władze rosyjskie ponownie zdelegalizowały je w 1909 lub 1910 roku[13].
- 1909 – w czasie wyborów samorządowych, do rady miejskiej zostało wybranych 11 Polaków, 3 Rosjan i 1 Żyd[14]
- styczeń 1912 – władze rosyjskie zlikwidowały Rzymskokatolickie Towarzystwo Dobroczynności w Nieświeżu, gdyż nie pozwalały mu na działalność, która, według jego założycieli, miała polegać na organizowaniu szkół rzemieślniczych i ochron[15].
- 1918 – podczas I wojny światowej pod okupacją niemiecką
- grudzień 1918 – po wycofaniu się Niemców miejscowość została zajęta bez walki przez bolszewików[16].

- 14 marca 1919 – wybuchło powstanie nieświeskie, mieszkańcy wyzwolili miasto od bolszewików; 5 dni później zostało stłumione, a 24 marca organizatorzy rozstrzelani[17].
- 1919–1945[18] – w Polsce (w latach 1919–1921 pod polską administracją), województwo nowogródzkie, siedziba powiatu nieświeskiego
- 1921 – miasto liczyło 6840 mieszkańców, zamieszkałych w 886 budynkach, w tym 3106 Żydów, 3034 Polaków, 643 Białorusinów, 39 Rosjan, 5 Niemców, 5 Ukraińców, 3 Gruzinów, 2 Łotyszy oraz po jednym Chińczyku, Litwinie i Ormianinie. 3346 mieszkańców było wyznania mojżeszowego, 2319 rzymskokatolickiego, 1155 prawosławnego, 13 ewangelickiego, 6 muzułmańskiego i 1 buddyjskiego[19].
- 1921-1939 – stacjonował tu 27 pułk ułanów im. Króla Stefana Batorego[20]
- 1926 – nieformalny zjazd arystokracji polskiej i jej spotkanie z marszałkiem Józefem Piłsudskim, który złożył Order Virtuti Militari na trumnie swego adiutanta, majora Stanisława Radziwiłła w podziemiach nieświeskiego kościoła Bożego Ciała[20]
- 1939–1941 – okupacja sowiecka
- 1941–1944 – okupacja niemiecka. Na terenie miasta i okolic działa Obwód Nieśwież Armii Krajowej, którego komendantem był por. Stanisław Winter ps. „Stanley”, cichociemny[21]
- 30 października 1941 – Niemcy mordują ok. 4000 Żydów
- 1 listopada 1941 – utworzenie getta (ok. 600 osób)
- 1941 – zniszczenie synagogi pod okupacją niemiecką
- 21 lipca 1942 – zbrojna likwidacja getta, zamordowanie ok. 600 Żydów
- 1944–1945 – okupacja sowiecka
- 1945–1991 – w Białoruskiej SRR

## Zabytki

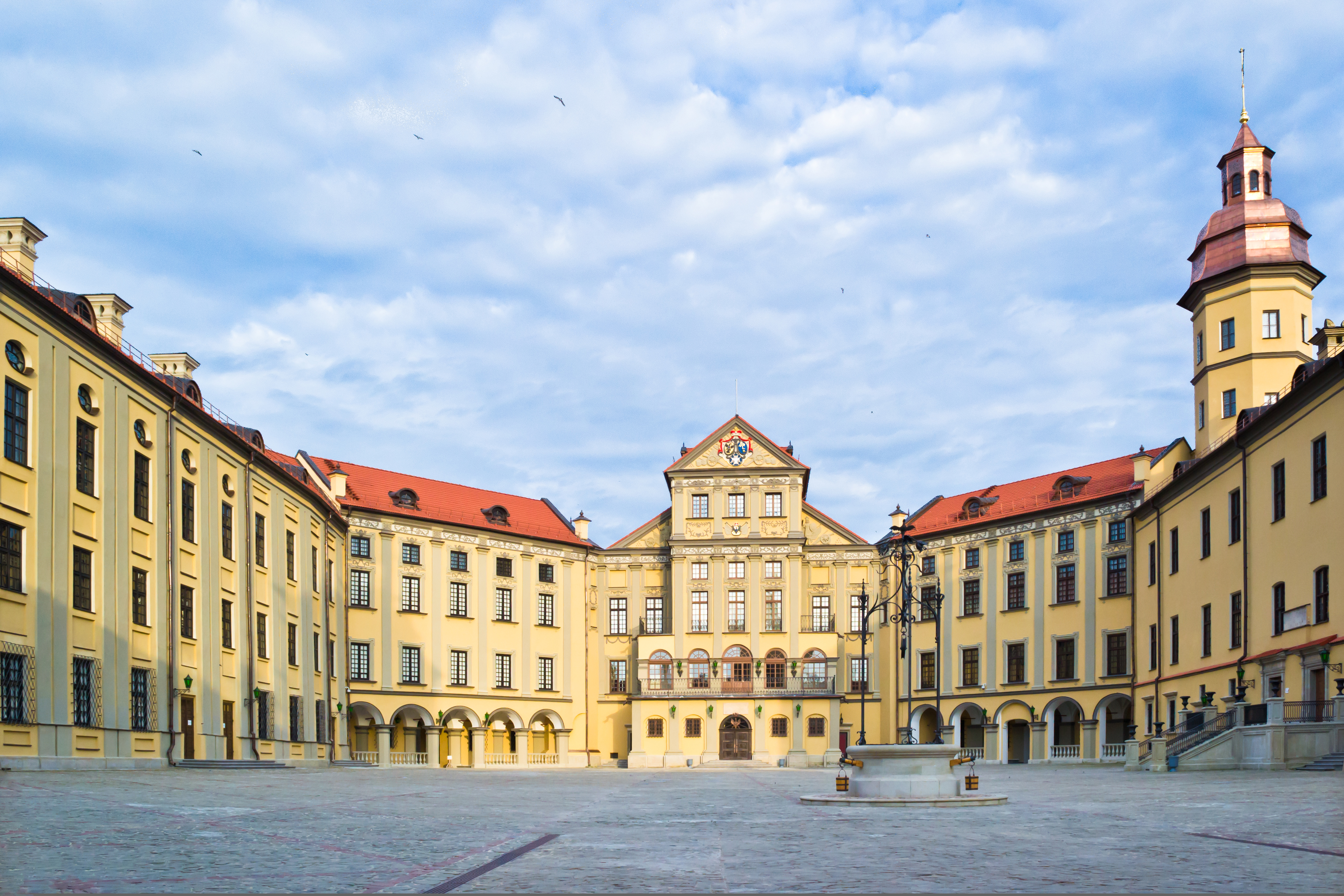
Widok na pałac od strony dziedzińca

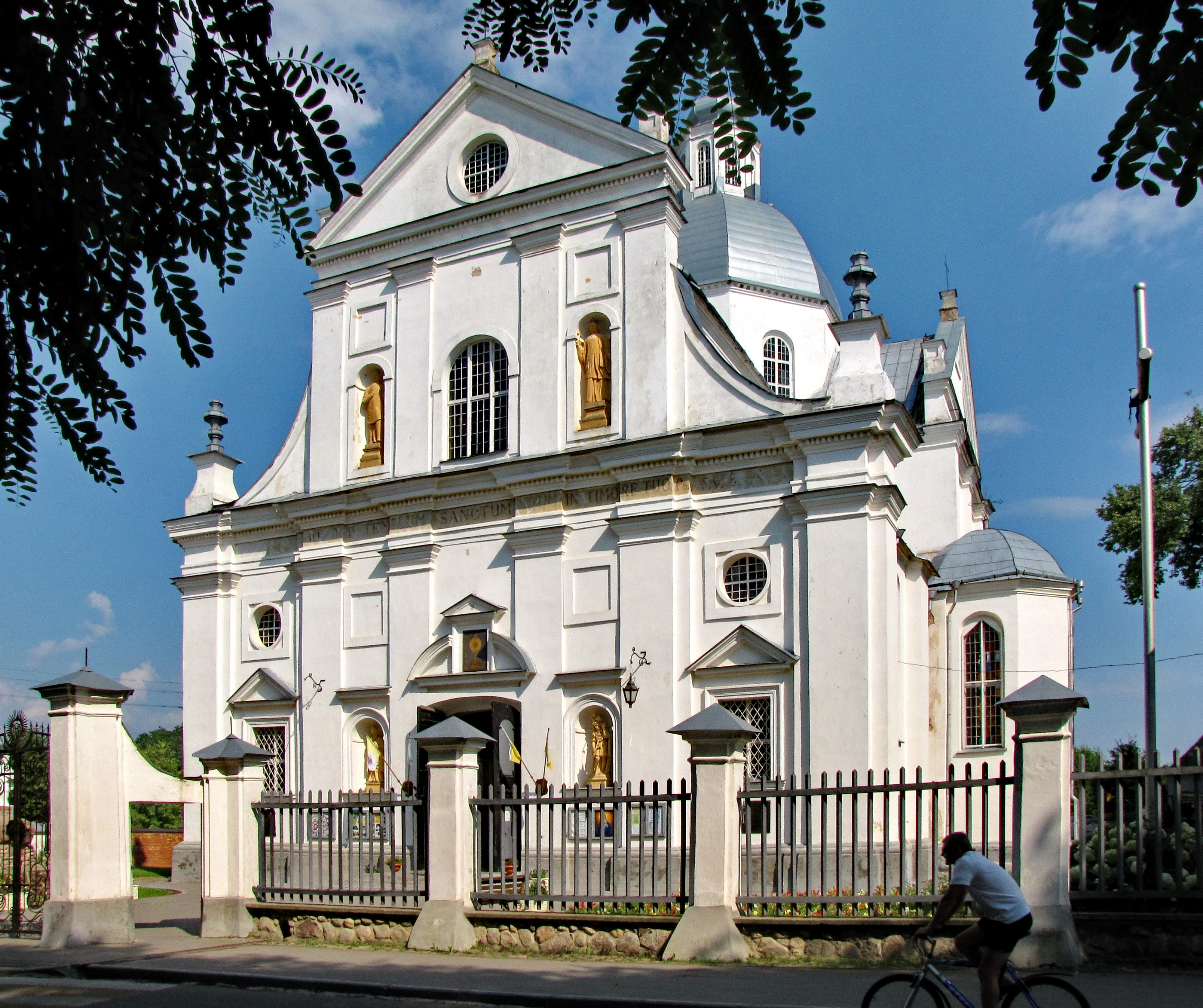
Kościół Bożego Ciała

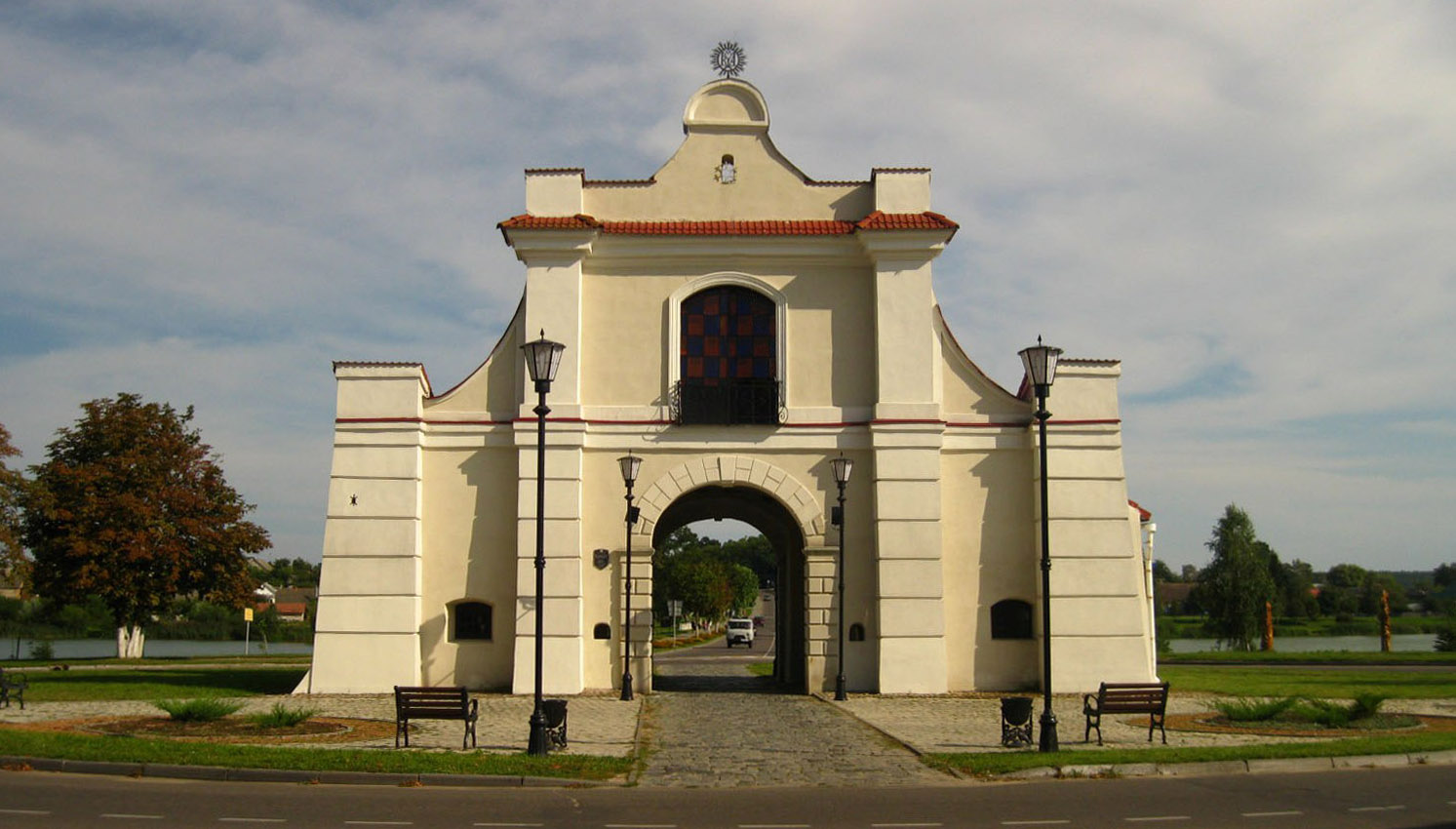
Brama Słucka

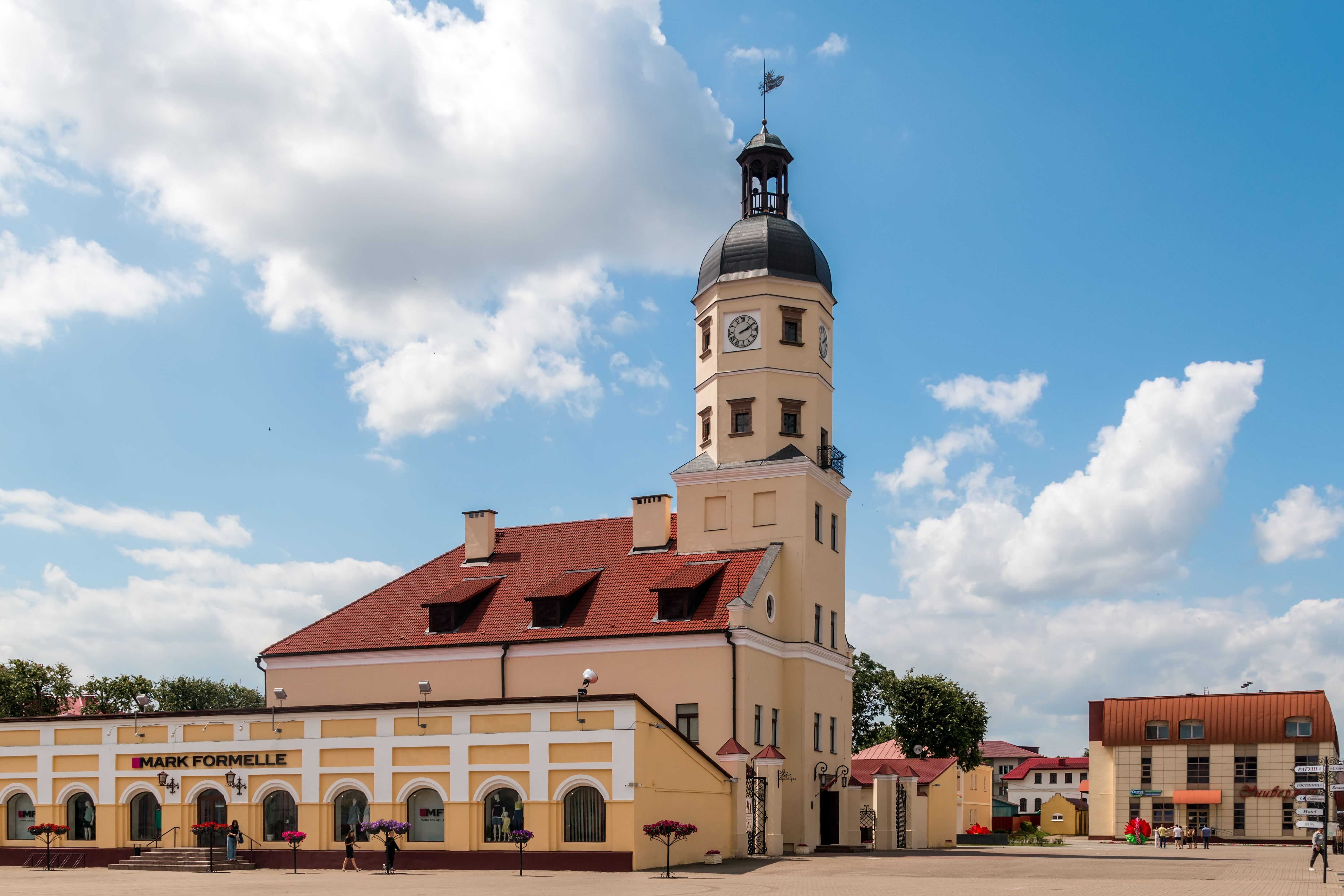
Ratusz i sukiennice

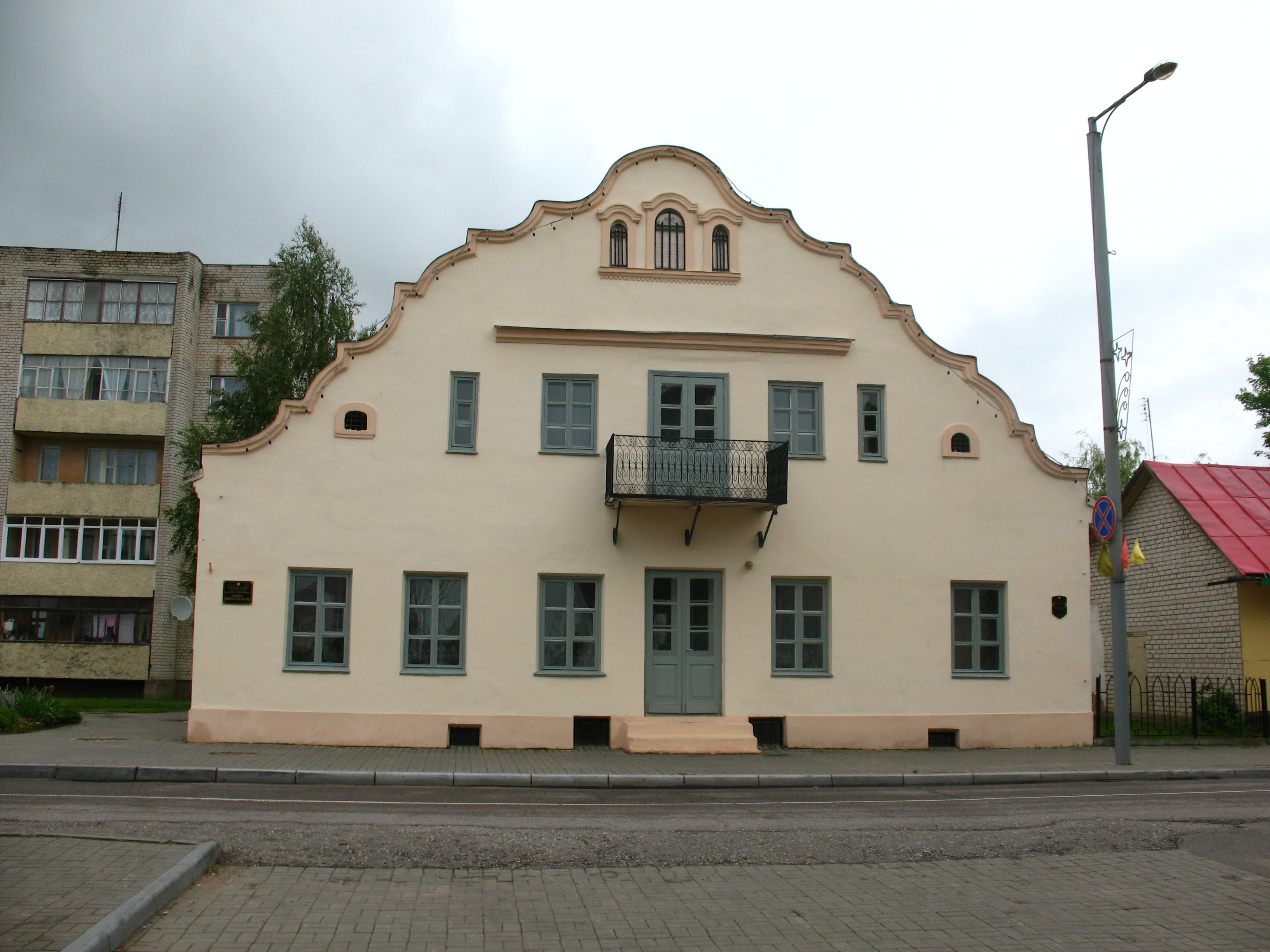
Kamienica Gdańska z 1721 roku

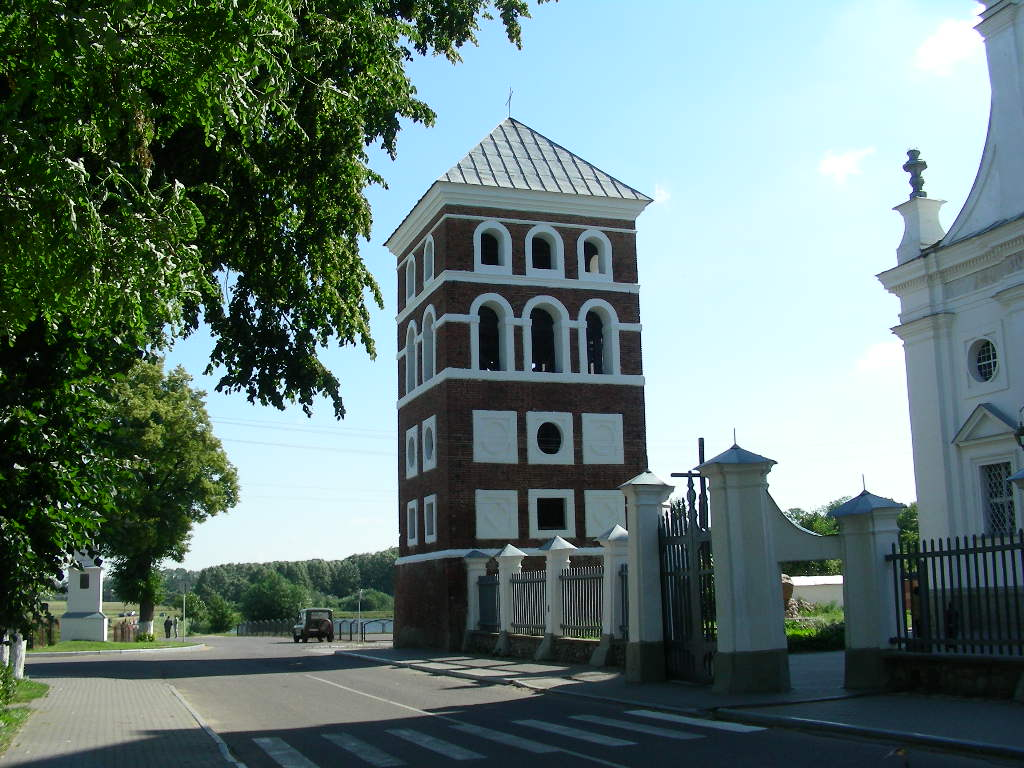
Dzwonnica z XVI wieku

- zamek w Nieświeżu, wpisany na listę światowego dziedzictwa UNESCO w 2005, do 1939 gniazdo rodowe Radziwiłłów
- kościół Bożego Ciała w Nieświeżu, jeden z pierwszych jezuickich i barokowych kościołów w Rzeczypospolitej, wzniesiony w latach 1587–1593 według projektu Jana Marii Bernardoniego na wzór rzymskiego kościoła Il Gesù. W podziemiach fary spoczywają zwłoki 102 Radziwiłłów, najczęściej w trumnach brzozowych zamknięte plombami z radziwiłłowskim herbem. Fundator kościoła Mikołaj Krzysztof Radziwiłł, znany także z licznych podróży po świecie, przebywając w Egipcie miał poznać tajemnicę balsamowania zwłok. Dlatego zapewne po śmierci Włodzimierza Lenina kilka trumien w Nieświeżu uległo dewastacji podczas prób odkrycia tajemnic mumifikacji przez sowieckich naukowców[22]. Obok kościoła znajdują się przebudowane budynki kolegium jezuitów oraz przed fasadą kościelną kaplica z 1747 roku
- plebania kościelna z przełomie XVI i XVII wieku, przebudowana w XVIII z efektowną elewacją ogrodową
- Wieża ceglana z połowy XVI wieku stanowiąca dawniej wzmocnienie bramy prowadzącej z zamku do miasta. W późniejszym okresie przebudowana na kościelną dzwonnicę.
- Brama Słucka z 1690 r. Po rozebraniu umocnień miejskich przebudowana w 1760 roku w stylu barokowym. We wnętrzu ołtarz i tablica w języku polskim z 1760 roku ku czci Maryi Panny.
- Ratusz z 1752 w stylu barokowym, przebudowany w 1836 r. Wieża ratuszowa została obniżona o dwie kondygnacje w XIX w. i odbudowana po 1930 roku.
- Hale targowe (sukiennice) rozbudowane w 1752 roku poprzez dodanie trzeciego rzędu kramów od strony ratusza
- Dom Gdański z 1721 roku, przy rynku
- Kolonia urzędnicza w stylu dworkowym z 1925 roku, proj. Teodor Bursze i Jerzy Beill.
- Kościół benedyktynek pw. św. Eufemii z klasztorem w stylu barokowym ufundowane przez księcia Mikołaja Krzysztofa Radziwiłła „Sierotkę” wybudowane w latach 1590–1596 prawdopodobnie według projektu jezuickiego architekta Giovanniego Marii Bernardoniego[23]. W 1866 roku władze rosyjskie przekazały kościół cerkwi prawosławnej i wtedy też rozebrano wieżę, a klasztor w 1878 roku zamieniono na koszary. Po 1918 roku w budynkach klasztornych mieściło się seminarium nauczycielskie. Obok kościoła barokowa wieża-brama z 1763 roku. We wnętrzu kościoła pw. Przemienienia Pańskiego we wsi Nowa Mysz z 1825 znajduje się bogate wyposażenie przeniesione z kościoła benedyktynek w Nieświeżu, w tym trzy barokowe ołtarze z XVII wieku, rokokowa ambona z 1757 roku i rokokowe organy z 1762 roku.
- Klasztor bernardynów w stylu barokowym, obecnie z zatarciem cech stylowych. Kościół barokowy pw. św. Katarzyny rozebrano po 1950 roku.
- Kwatera cmentarna z 1926 roku dla poległych i zmarłych funkcjonariuszy Policji Państwowej.
- Kwatera cmentarna poległych żołnierzy polskich z 1920 roku
- Zajazd z XIX w.
- Domy z XIX w.
- Budynek z XIX w., mieszczący ob. muzeum lokalne

## Ludzie związani z Nieświeżem

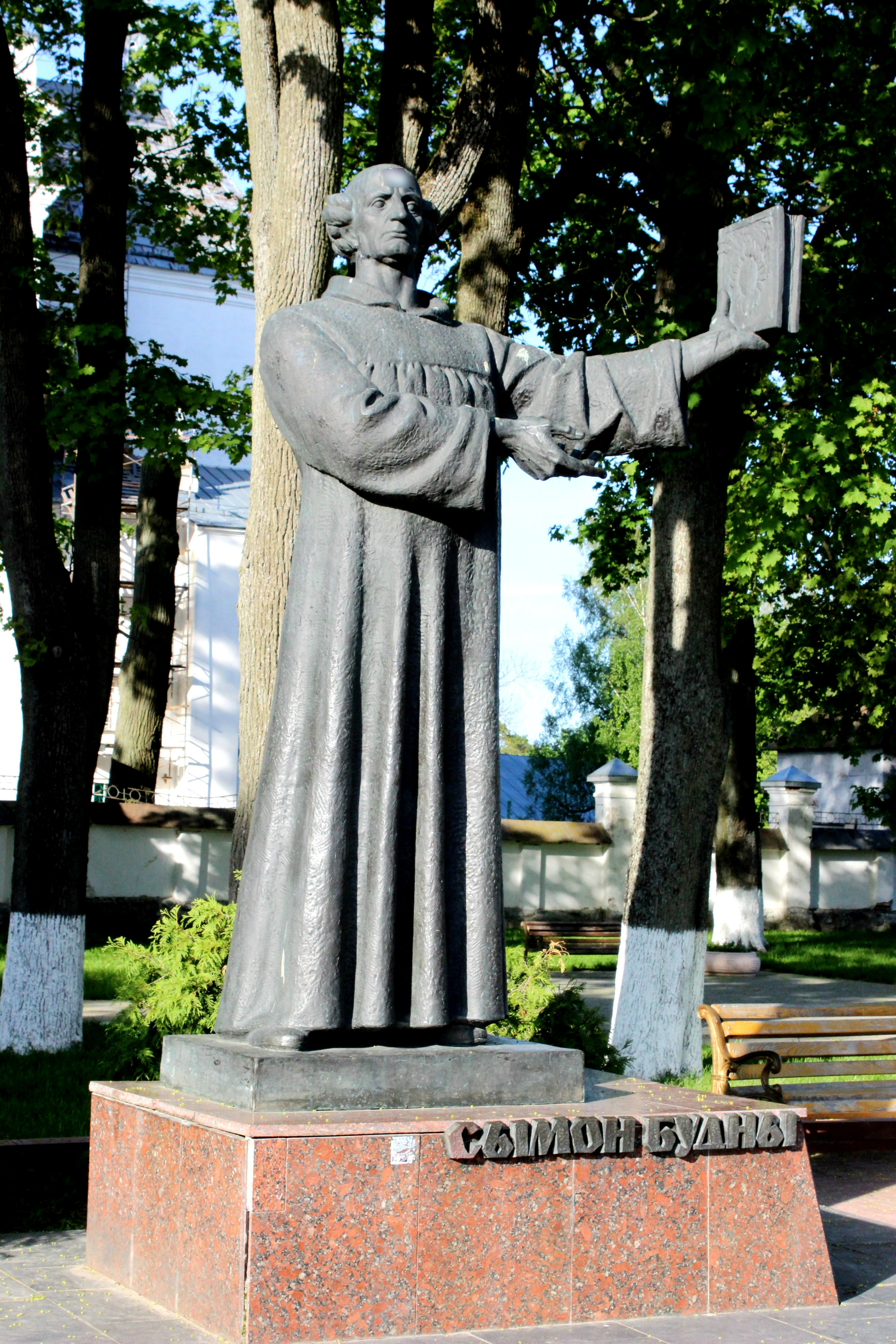
Pomnik Szymona Budnego

- Adam Abramowicz – polski jezuita, po podziale prowincji litewskiej jezuitów działał w Nieświeżu jako rektor kolegium
- Jolanta Bohdal – polska aktorka
- Szymon Budny – działacz reformacji, pastor kalwiński, a następnie ariański, hebraista, biblista, tłumacz Biblii, pisał w języku białoruskim
- Waleria Fegler – polska nauczycielka, w latach 1937–1939 pracownik naukowy gimnazjum i liceum w Nieświeżu
- Alfred Henrici – polski ziemianin, carski wojskowy, samorządowiec II Rzeczypospolitej, w dwudziestoleciu międzywojennym burmistrz Nieświeża (do 1939)
- Henryk Jankowski – polski filozof i etyk, profesor
- Adolf Januszkiewicz – polski poeta, powstaniec listopadowy
- Olgierd Jeleński – polski działacz społeczny, polityk i samorządowiec, w latach 1922–1932 działał w samorządzie miasta i powiatu Nieśwież
- Dzmitryj Kasmowicz – białoruski emigracyjny publicysta, pisarz i działacz narodowy oraz antykomunistyczny, w okresie II wojny światowej inspektor kolaboracyjnej z Niemcami BOK
- Maciej Kawęczyński – polski i białoruski wydawca i drukarz, działacz reformacji na Litwie, uznawany za założyciela pierwszej drukarni na obszarze północno-wschodnich terenów Rzeczypospolitej, wydawca dzieł kalwińskich w językach: polskim i starobiałoruskim
- Marcin Kurzeniecki – polski jezuita, zarządzał m.in. kolegium w Nieświeżu
- Marian Massonius – polski filozof i pedagog, działacz oświatowy i dziennikarz, wieloletni wykładowca Uniwersytetu Stefana Batorego
- Wital Mikuła – białoruski wojskowy
- Mikołaj Niemirowicz herbu Jastrzębiec – właściciel Nieświeża w XV wieku, namiestnik witebski, smoleński, lubecki, mceński, marszałek królewski
- Hieronim Wincenty Radziwiłł – polski poseł, podkomorzy wielki litewski, ordynat na Klecku, starosta miński
- Mikołaj Radziwiłł Czarny – litewski książę, marszałek wielki litewski, kanclerz wielki litewski, wojewoda wileński.
- Stanisław Wilhelm Radziwiłł – ziemianin, oficer pruski, rosyjski oraz polski, adiutant Józefa Piłsudskiego
- Wojciech Slaski – polski ksiądz pochodzący z Mazowsza, rektor kolegiów w Nieświeżu i Połocku, spowiednik i kapelan króla Jana Kazimierza
- Władysław Syrokomla – polski poeta i tłumacz epoki romantyzmu, w latach 1833–1837 kształcił się w prowadzonej przez dominikanów szkole w Nieświeżu, zawarł tu też związek małżeński
- Michał Wituszka – białoruski narodowy i emigracyjny działacz polityczny i wojskowy, generał Białoruskiej Republiki Ludowej, urodzony w Nieświeżu, w latach 1939–1940 pełnił tu funkcję komendanta milicji
- Piotr Jaroszewicz – polski polityk komunistyczny, generał dywizji Wojska Polskiego, premier PRL w latach 1970–1980

## Miasta partnerskie
- Puławy
- Złotów
- Odolanów
- Bojarka